# Chorro de Navafría
El Chorro de Navafría, conocido también como El Chorro, es una cascada situada en la zona norte de la vertiente noroeste de la Sierra de Guadarrama (sierra perteneciente al Sistema Central). Se ubica en el término municipal de Navafría, en la provincia española de Segovia. 

## Características

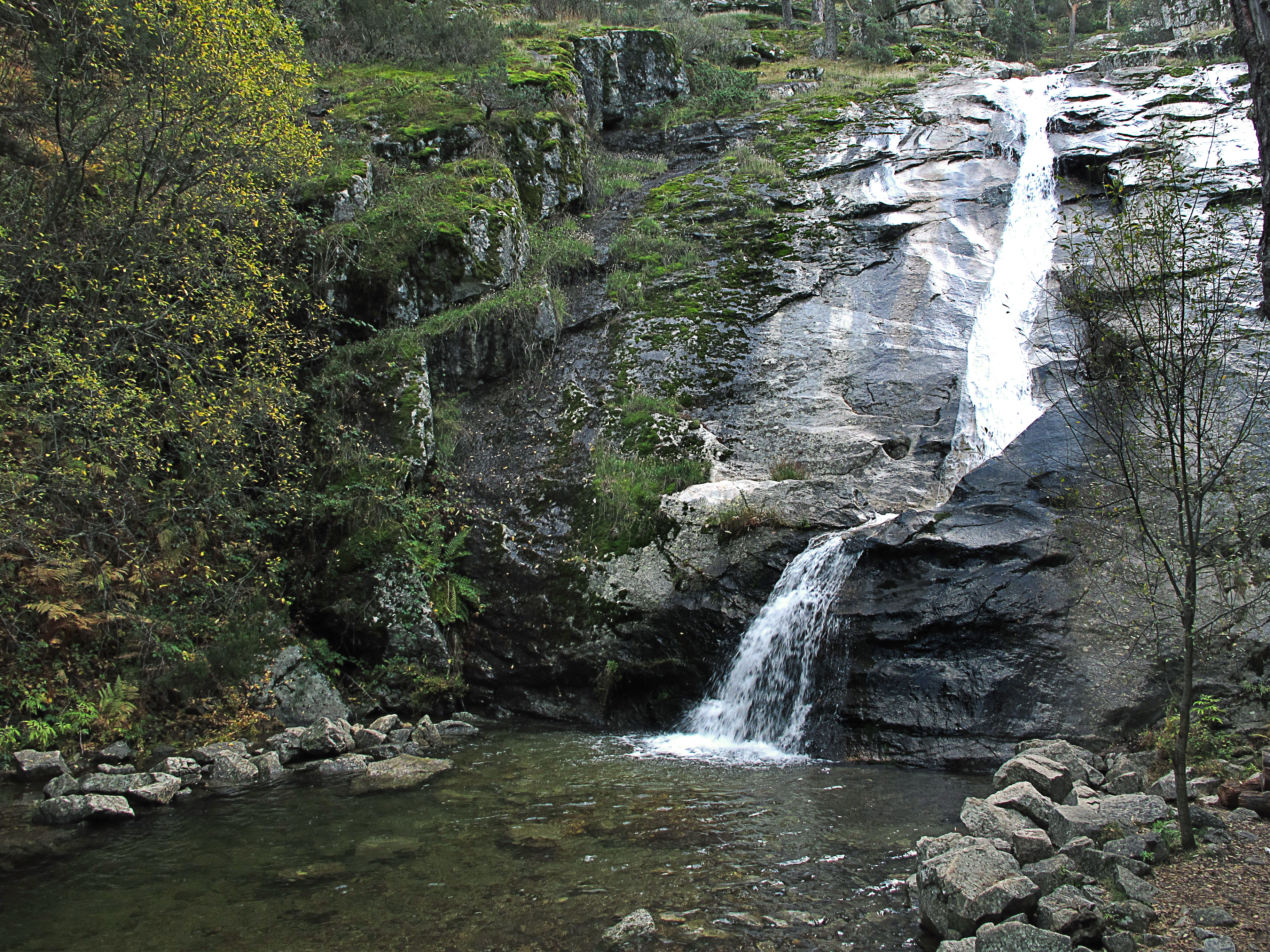
Vista del Chorro.

En esta cascada, las aguas del arroyo del Chorro, afluente del río Cega, descienden en una trayectoria recta y con una inclinación bastante constante. La anchura de la cascada es también muy uniforme, por lo que su forma se asemeja mucho a la de un tobogán. 
La altura del chorro de Navafría es de 20 metros y está a una altitud de 1.320 m s. n. m.
Se puede acceder a la parte alta de la cascada, a través de una escalera lateral. Bajo ella hay una pequeña poza donde las aguas del arroyo descansan para después seguir descendiendo hasta llegar al río Cega. A un kilómetro de la cascada se encuentra el parque recreativo llamado "El Chorro", dotado de mesas, un restaurante y aparcamientos. Desde este lugar sale un sendero que conduce a esta cascada, rodeada de un frondoso bosque de pino silvestre, helecho y musgo.